# CIFA

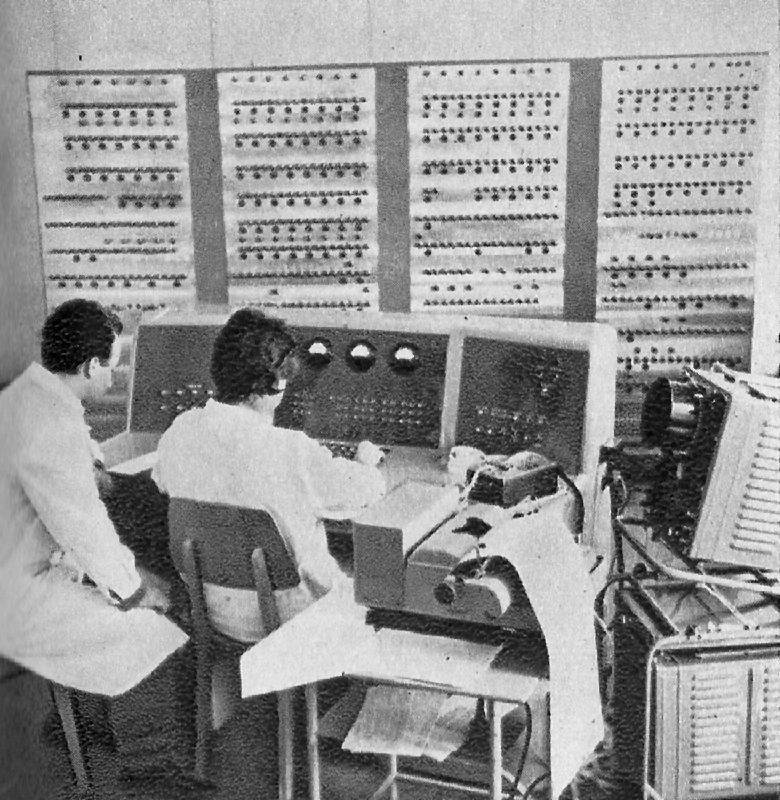
Calculatorul CIFA-3 la Centrul de Calcul al Universității din București

CIFA este acronimul pentru „Calculatorul Institutului de Fizică Atomică”, primul computer din România, construit în 1957 sub îndrumarea lui Victor Toma. 
Modelul experimental CIFA-1, din generația I, a fost reprodus în regim de microproducție atât în varianta originală cu tuburi electronice cât și în două variante tranzistorizate: CIFA-10X și CET 500.

## Scurt istoric
Proiectul logic al calculatorului CIFA-1, început în 1953, a fost prezentat la Simpozionul Internațional de la Dresda (1955) și apoi prototipul echipat cu 1500 de tuburi electronice, memorie pe cilindru magnetic și cu programare în cod mașină, a fost pus în funcțiune în anul 1957. Au urmat: CIFA-2 cu 800 de tuburi electronice în 1959, CIFA-3 pentru Centrul de calcul al Universității din București în 1961 și CIFA-4 în 1962.   
În perioada 1962-1963, pe baza Acordului cultural dintre Academia Română și Academia Bulgară de Științe a fost construit la Sofia un calculator similar cu CIFA-3, denumit VITOSHA. A fost prezentat la Expoziția națională bulgară din Moscova (1963) drept primul calculator electronic numeric realizat în Bulgaria. 
Un alt colectiv din IFA a construit calculatoarele de tip serie CIFA-101 (1962) și CIFA-102 (1964). 
Preocupări similare au apărut și la alte centre din țară, realizându-se calculatoarele electronice MECIPT și CETA la Institutul Politehnic din Timișoara, și DACICC-1 și DACICC-200 la Institutul de Calcul din Cluj.

## Tabel comparativ al caracteristicelor CIFA
| Modelul calculatorului           | CIFA-1                                                                     | CIFA-4                                                                     | CIFA-101                                                                   | CIFA-102                                                                    |
| -------------------------------- | -------------------------------------------------------------------------- | -------------------------------------------------------------------------- | -------------------------------------------------------------------------- | --------------------------------------------------------------------------- |
| Anul lansării                    | 1957                                                                       | 1962                                                                       | 1962                                                                       | 1964                                                                        |
| Număr minim de sisteme produse   | 4                                                                          | 4                                                                          | 1                                                                          | 5                                                                           |
| Diode semiconductoare            | 2500                                                                       | 2500                                                                       | 3000                                                                       | 3000                                                                        |
| Tuburi electronice               | 800                                                                        | 800                                                                        | 350                                                                        | 350                                                                         |
| Viteza de calcul                 | 50 op/s                                                                    | 50 op/s                                                                    | 50 - 2000 op/s                                                             | 50 - 2000 op/s                                                              |
| Tipul memoriei interne           | tambur 50 rot/s                                                            | tambur 50 rot/s                                                            | tambur 50 rot/s                                                            | tambur 50 rot/s                                                             |
| Capacitatea memoriei interne     | 512 cuvinte × 4 biți                                                       | 512 cuvinte × 4 biți                                                       | 4 k cuvinte × 4 biți                                                       | 4 k cuvinte × 4 biți                                                        |
| Echipamente periferice           | • lector de bandă perforată 15 caractere/s • mașină de scris 8 caractere/s | • lector de bandă perforată 15 caractere/s • mașină de scris 8 caractere/s | • lector de bandă perforată 15 caractere/s • mașină de scris 8 caractere/s | • lector de bandă perforată 100 caractere/s • mașină de scris 8 caractere/s |
| Număr de instrucțiuni            | 16                                                                         | 16                                                                         | 32                                                                         | 32                                                                          |
| Lungimea cuvântului              | 31                                                                         | 31                                                                         | 32                                                                         | 32                                                                          |
| Modul de prelucrare a cuvântului | paralel                                                                    | paralel                                                                    | serie                                                                      | serie                                                                       |
| Putere consumată                 | 5 kW                                                                       | 5 kW                                                                       | 1 kW                                                                       | 1 kW                                                                        |

## Vezi și
- Istoria informaticii în România